# 자동소총
(K1은 소총이 엄현히 아닙니다.)
K1=기관단총

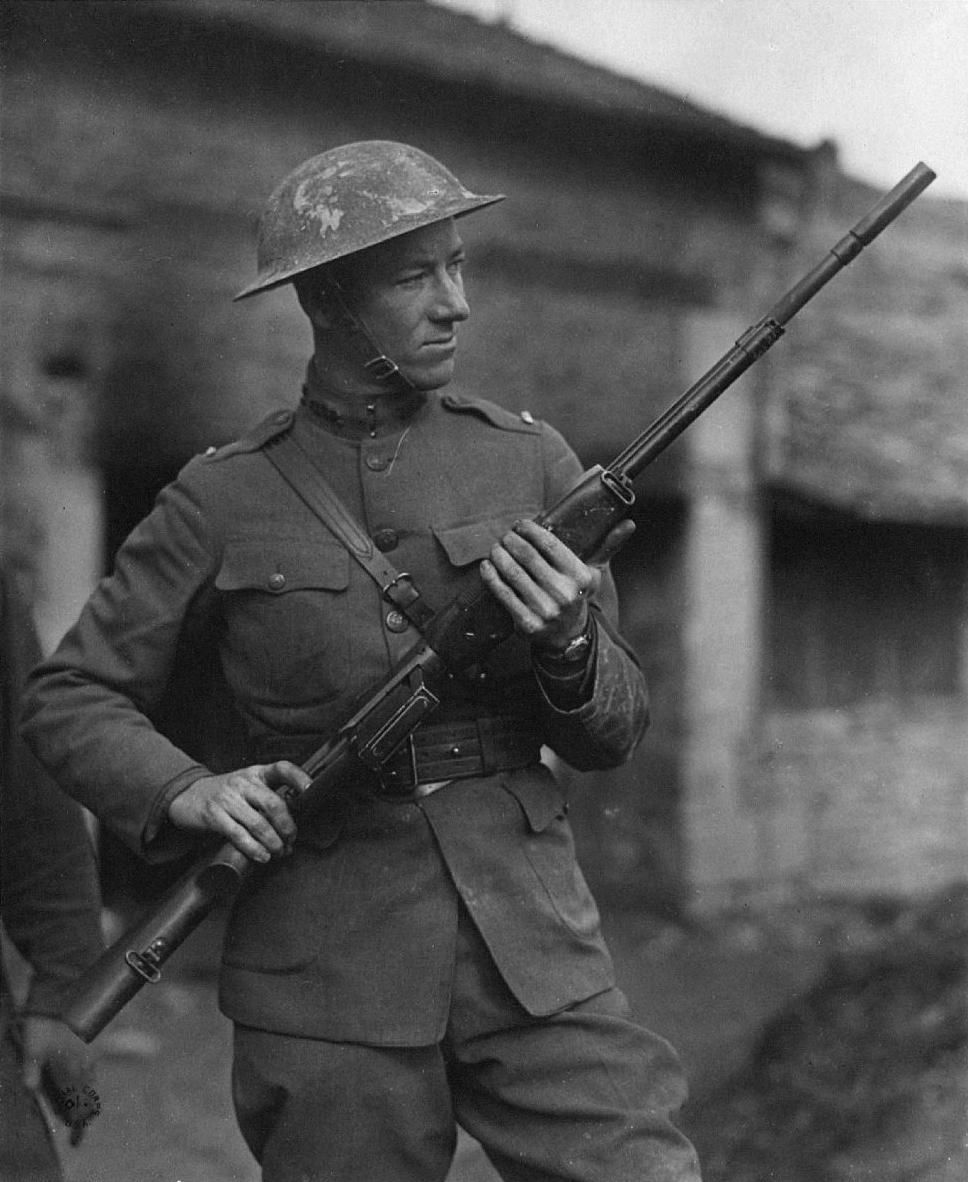
1차대전 당시 브라우닝 자동소총을 든 존 브라우닝의 아들.

자동소총(自動小銃, 영어: automatic rifle)이란 총알이 발사된 후 자동으로 재장전되는 소총으로, 반자동 사격이나 완전자동 사격이 가능한 소총을 말한다. 한 발씩 수동으로 재장전하는 볼트액션, 펌프액션, 레버 액션 방식의 소총들과 구분된다. 작동 방식으로 보면 가스 작동식 자동 소총이 가장 흔하며, 일부는 지연 블로우백 방식을 사용한다.
다른 의미로 쓰는 경우도 종종 있다. 예를 들어, 미군에서는 분대지원화기이자 경기관총인 M249를 자동소총(automatic rifle)이라 부르고, 담당 병사를 자동소총병(designated automatic rifleman)이라고 부른다. 콜트 자동소총(Colt Automatic Rifle)도 이러한 의미에서 붙여진 상품명이다.

## 기능 순환
|  |  |
|  |  |
|  |  |
|  |  |

## 발사 방식
발사 방식은 반자동, 점사, 자동으로 구분된다. 두 개 이상의 발사 방식을 지원하는 소총의 경우 셀렉터로 선택할 수 있는 경우가 대부분이다.(영어로 selective fire라고 말한다) 이는 완전 자동으로 발사할 경우 반동 때문에 명중률이 떨어지고 탄의 낭비가 많기 때문이다. 장전이 자동으로 이루어지는 것은 동일하다. 현대의 자동소총은 다음과 같이 발사 방식을 구현하고 있으며, 필요한 경우에 선택해서 사용할 수 있다.
- 반자동(semi-auto) : 한 발씩 쏘기 위해서 일일이 방아쇠를 당겨야 한다. 볼트액션 방식과의 차이점은 장전이 자동으로 이루어진다는 점이다. 단발이라고도 한다.
- 점사(burst) : 방아쇠를 당기면 보통 3발씩 발사된다. 예외적으로 러시아 AN-94는 점사시 2발씩 발사된다. M16A2, M16A4 같은 경우 완전자동 모드가 없고 반자동과 점사만 있어서 많은 비판이 있다. 점사는 근거리에서 완전자동에 비해 화력이 부족하고 장거리에서는 쓸모가 없기 때문이다.
- 자동(full-auto) : 엄밀히 표현하면 완전자동으로 불러야 하는 이 방식은 방아쇠를 당기고 있으면 총알이 계속적으로 발사된다. 무게가 가벼운 소총의 경우 반동 때문에 근거리가 아니면 잘 사용하지 않는다. 연발이라고도 한다.

## 역사

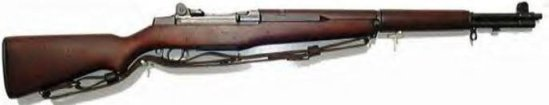
M1 개런드 소총

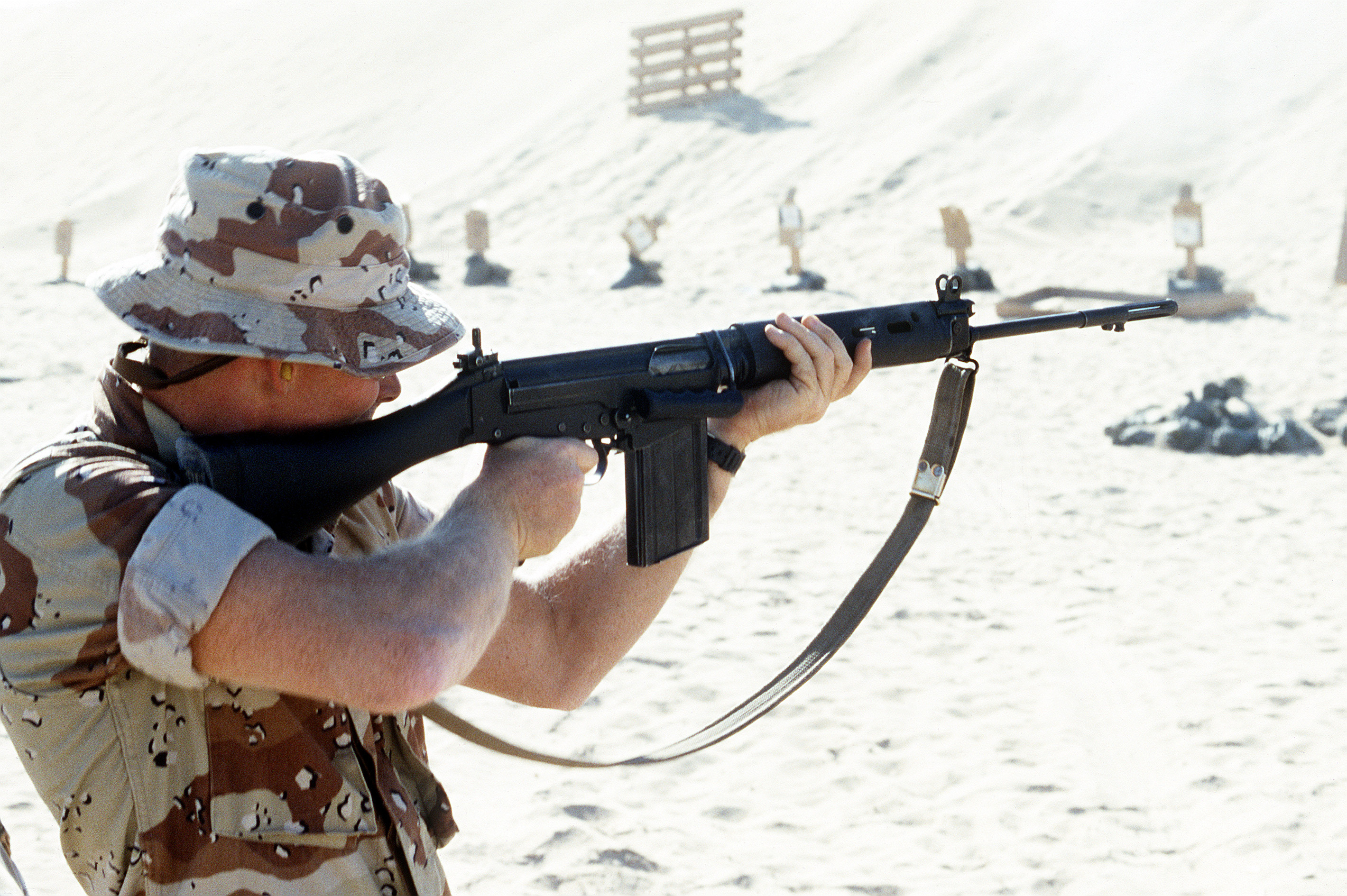
FN FAL 전투소총

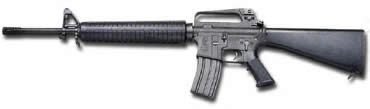
M16A2 소총 (미국)

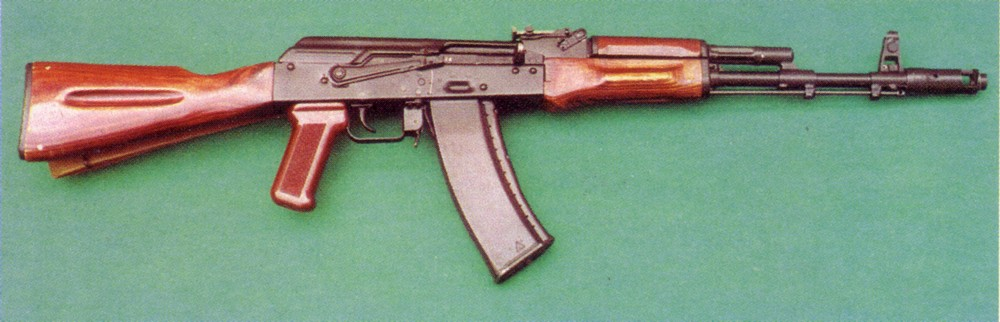
AK-74 돌격소총

- 최초의 돌격소총은 이탈리아에서 1890년대에 개발한 Cei-Rigotti이지만, 군에 채용되지는 못했다.
- 최초의 제식 돌격소총은 러시아의 Federov Avtomat이지만, 보급 문제로 인해 소수만이 쓰였다.
- 제식 채용되어 널리 보급된 자동소총으로는 1919년에 미군이 채택한 브라우닝 자동소총(Browning Automatic Rifle, BAR)을 들 수 있다. 이 총은 "소총"으로 개발되었지만, 분대지원화기 및 경기관총으로 사용되었다.
- 제식 개인화기로 채택되어 널리 보급된 최초의 반자동소총은 미국의 M1 개런드이다.
- M1과 비슷한 시기에 소련도 SVT40이라는 반자동소총을 내놓았으나 2차대전 중에는 구식 볼트액션 방식의 소총인 모신-나강 소총이 더 많이 사용되었다.
- 미국은 M1과 비슷한 시기에 M1 카빈이라는 소총도 후방부대 및 장교용으로 채택했다. 원래 "카빈"이란 총기 종류는 19세기까지 기병총이라는 의미로 일반 보병용 소총보다 짧은 총을 의미하였으나, M1 카빈 소총 채택 이후 단순히 일반 제식 소총보다 길이가 짧은 총을 의미하게 되었다.
- 제2차 세계 대전 중 나치 독일은 현대 돌격소총의 원조가 된 Stg44를 개발하였다. 이 총은 2차대전 후 각국 돌격 소총의 모범 사례가 되었다.
- 제2차 세계 대전 후 NATO 회원국들은 7.62 × 51 mm NATO탄을 사용하는 FN FAL, 헤클러&코흐 G3, M14 소총과 같은 전투소총을 제식 채용했다. 소련을 포함한 공산권 국가들은 7.62 × 39 mm탄을 사용하는 돌격소총 AK-47을 제식 채용했다.
- 베트남 전쟁의 교훈에 따라, 미국을 포함한 다수의 NATO 회원국들은 소구경 고속탄인 5.56 × 45 mm NATO을 사용하는 돌격소총을 제식 채용했다. 이에 대응하여 소련도 5.45 × 39 mm탄과 AK-74를 제식 채용했다.

## 종류
- 반자동소총 (반자동 사격만 가능한 소총)
- 전투소총 (배틀 라이플) (7.62 × 51 mm NATO와 같은 돌격소총탄보다 강한 소총탄을 사용하는 자동소총)
- 돌격소총 (7.62 × 39 mm, 5.56 × 45 mm NATO와 같이 전투소총탄과 권총탄의 중간 정도의 위력을 가진 소총탄을 사용하는 자동소총)

## 각 부분 명칭
1. 가늠자 (rear sight)

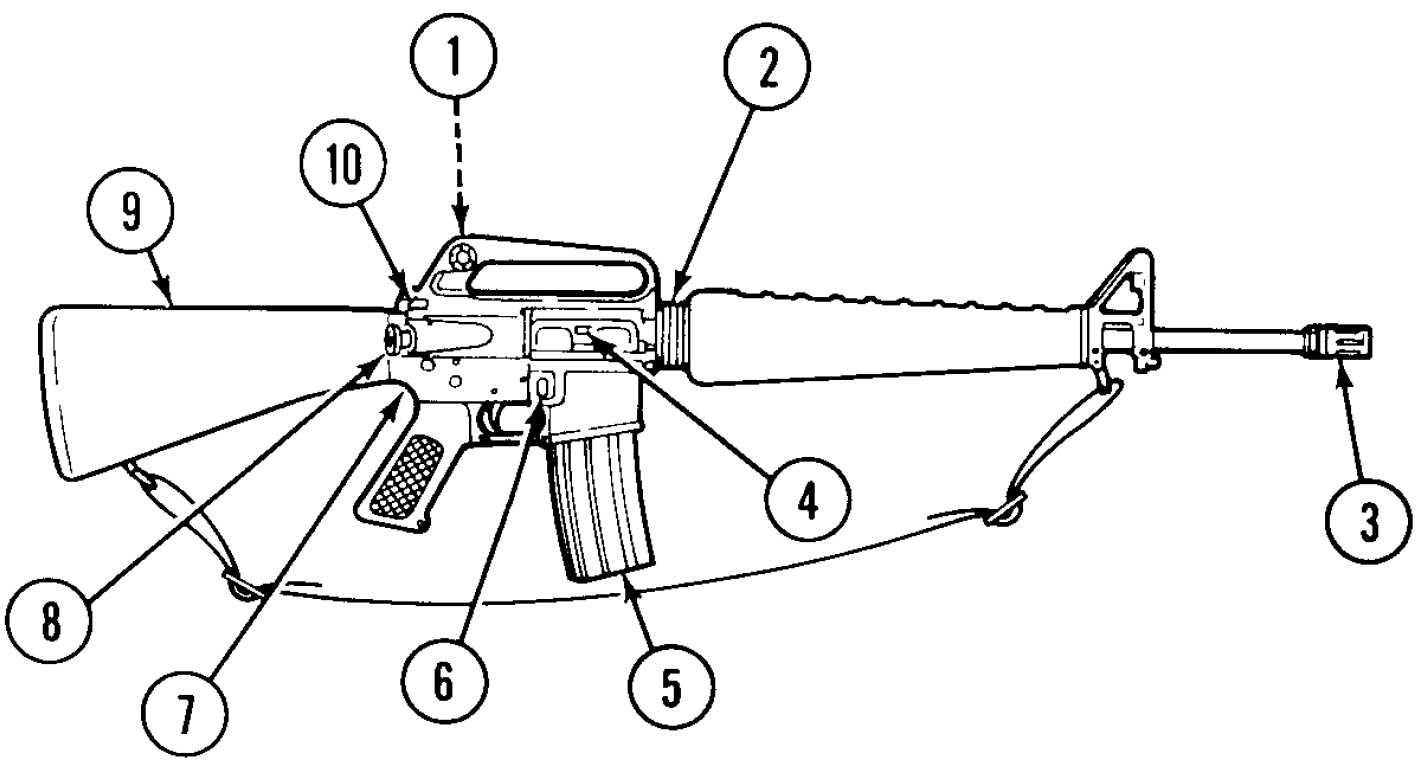
M16 소총 오른쪽 면

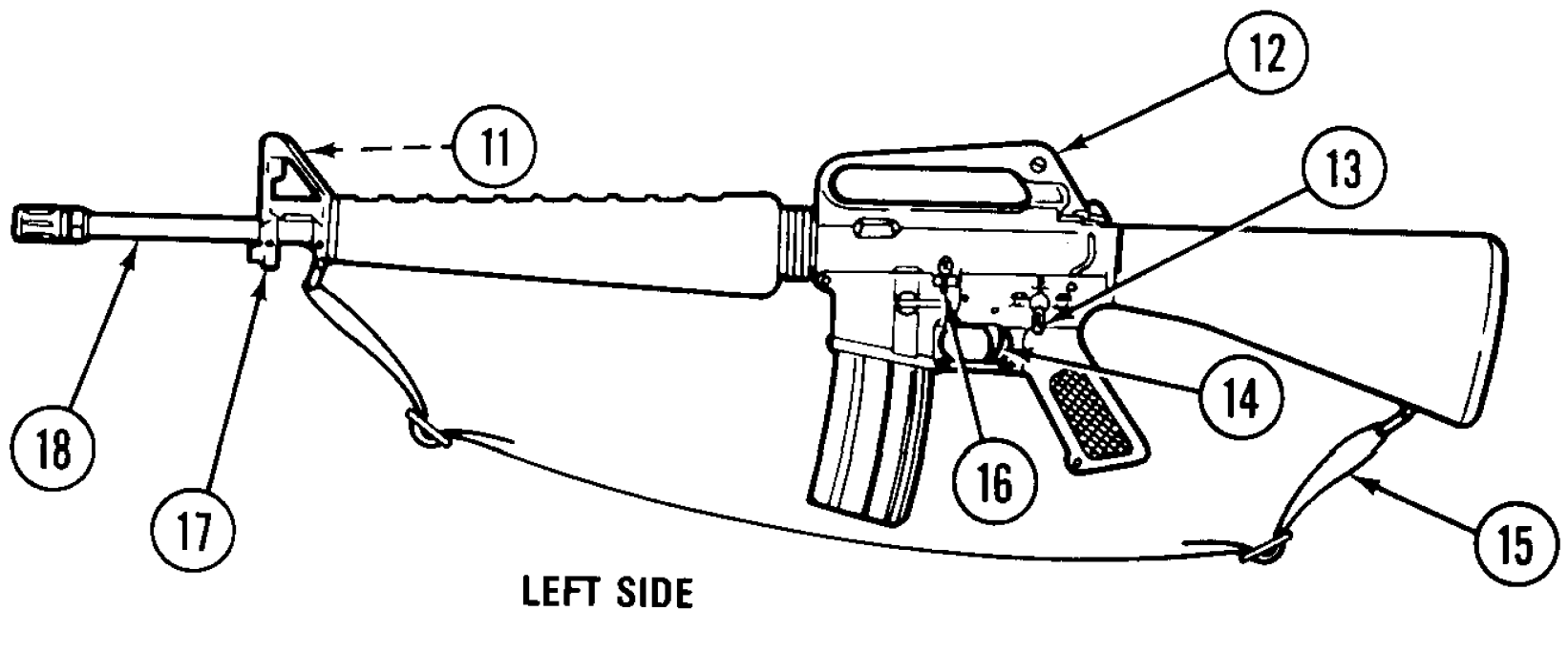
M16 소총 왼쪽 면

2. 총열 덮개 고정 링/델타링 (hand guard slip ring)
3. 소염기 (flash suppressor)
4. 탄피 배출구 덮개 (ejection port cover)
5. 탄창 (cartridge magazine)
6. 탄창 멈치 (magazine catch button)
7. 아랫 몸통 (lower receiver)
8. 노리쇠 전진기 (forward assist)
9. 개머리판 (shoulder gun stock)
10. 장전 손잡이 (charging/cocking handle)
11. 가늠쇠 (front sight)
12. 운반 손잡이 (carrying handle)
13. 조정간 (selector lever)
14. 방아쇠 (trigger)
15. 멜빵 (small arms sling)
16. 노리쇠 멈치 (bolt catch)
17. 칼꽂이 (bayonet stud)
18. 총열 앞 부분

## 주요 현용 자동소총

### 고전 스타일
- K1 (한국)
- K2 (한국)
- M16 (미국)
- M4 (미국)
- AK-47 (러시아)
- AK-74 (러시아)
- G36 (독일)
- 갈릴(Galil) (이스라엘)
- SIG 550 (스위스)
- M14 (미국)
- 헤클러&코흐 G3 (독일)
- FN FNC (벨기에)

### 불펍식
- FN F2000 (벨기에)
- SA80 (L85A1, L85A2, L86A1, L86A2, L98CGP) (영국)
- FAMAS (프랑스)
- 슈타이어 AUG (오스트리아)

## 개발중인 차세대 자동소총
- OICW(Objective Individual Combat Weapon) (미국)
- XM8 (미국)

## 역사 속의 자동 소총
- StG 44 (독일)- 돌격소총
- FG42 (독일)- 자동소총
- SVT-40 (러시아)- 반자동 소총
- M1 개런드 (미국)- 반자동 소총
- M1 카빈(미국)- 반자동 소총
- SKS (러시아)

## 같이 보기
- 화기 작동 방식

1. ↑  Peter G. Kokalis' Firestorm How To Handle & Fire Fully Automatic Weapons